# Maximiliano Pereira
Victorio Maximiliano ("Maxi") Pereira Páez (Montevideo, 8 juni 1984) is een Uruguayaans voetballer die doorgaans als rechtsback speelt, maar ook op het middenveld uit de voeten kan. Hij tekende in januari 2022 een contract bij CA River Plate. Pereira was van 2005 tot 2018 international in het Uruguayaans voetbalelftal, waarvoor hij 125 wedstrijden speelde en 3 keer scoorde.

## Interlandcarrière
Pereira maakte op 26 oktober 2005 zijn debuut voor Uruguay, in een vriendschappelijke interland die met 3–1 werd verloren van Mexico in Guadalajara. In de kwalificatiereeks voor het wereldkampioenschap voetbal 2010 werd Pereira een vaste waarde in de basisopstelling, waarop bondscoach Oscar Tabárez hem ook meenam naar het eindtoernooi. Op het WK 2010 maakte hij zijn eerste interlanddoelpunt; dit gebeurde in de met 3–2 verloren halve finale tegen Nederland. Pereira was op 13 november 2013 een van de vijf doelpuntenmakers voor Uruguay in het eerste play-offduel tegen Jordanië (0–5) in de kwalificatie voor het wereldkampioenschap voetbal 2014 in Brazilië. Op dat wereldkampioenschap kreeg Pereira in de eerste wedstrijd van Uruguay tegen Costa Rica in de vierde minuut van de blessuretijd een rode kaart. Scheidsrechter Felix Brych besloot hiertoe nadat Pereira de Costa Ricaan Joel Campbell onderuit schopte.
Pereira maakte eveneens deel uit van de Uruguayaanse selectie die deelnam aan de WK-eindronde 2018 in Rusland. La Celeste behaalde drie zeges op rij in groep A, waarna de ploeg van bondscoach Oscar Tabárez in de achtste finales afrekende met regerend Europees kampioen Portugal (2–1) door twee treffers van aanvaller Edinson Cavani. Zonder diens inbreng (kuitblessure) verloor Uruguay vervolgens in de kwartfinale met 2–0 van de latere wereldkampioen Frankrijk. Pereira kwam tijdens het toernooi niet in actie voor zijn vaderland.

## Clubstatistieken
| Seizoen | Club     | Competitie       | Duels | Doelp. |
| ------- | -------- | ---------------- | ----- | ------ |
| 2001/02 | Defensor | Primera División | 5     | 0      |
| 2002/03 | Defensor | Primera División | 19    | 0      |
| 2003/04 | Defensor | Primera División | 34    | 6      |
| 2004/05 | Defensor | Primera División | 9     | 4      |
| 2005/06 | Defensor | Primera División | 28    | 12     |
| 2006/07 | Defensor | Primera División | 23    | 3      |
| 2007/08 | Benfica  | Primeira Liga    | 23    | 2      |
| 2008/09 | Benfica  | Primeira Liga    | 28    | 1      |
| 2009/10 | Benfica  | Primeira Liga    | 25    | 2      |
| 2010/11 | Benfica  | Primeira Liga    | 26    | 0      |
| 2011/12 | Benfica  | Primeira Liga    | 25    | 0      |
| 2012/13 | Benfica  | Primeira Liga    | 28    | 3      |
| 2013/14 | Benfica  | Primeira Liga    | 25    | 0      |
| 2014/15 | Benfica  | Primeira Liga    | 32    | 5      |
| 2015/16 | FC Porto | Primeira Liga    | 32    | 1      |
| 2016/17 | FC Porto | Primeira Liga    | 24    | 2      |
| 2017/18 | FC Porto | Primeira Liga    | 15    | 0      |
| 2018/19 | FC Porto | Primeira Liga    | 18    | 0      |
| Totaal  | Totaal   | Totaal           | 421   | 41     |

## Erelijst
SL Benfica
- Portugees landskampioen

2009/10, 2013/14, 2014/15
- Taça da Liga

2008/09, 2009/10, 2010/11, 2011/12, 2013/14, 2014/15
- Taça de Portugal

2013/14
- Supertaça Cândido de Oliveira

2014
 Uruguay
- Copa América

2011